# Comuna Vîșkivți, Nemîriv
Vîșkivți (în ucraineană Вишківці) este o comună în raionul Nemîriv, regiunea Vinnița, Ucraina, formată din satele Vîhnanka, Vîșkivți (reședința) și Zabujjea.

## Demografie
Componența lingvistică a satului Vîșkivți
     Ucraineană (97,72%)
     Rusă (1,58%)
     Alte limbi (0,71%)
Conform recensământului din 2001, majoritatea populației satului Vîșkivți era vorbitoare de ucraineană (97,72%), existând în minoritate și vorbitori de rusă (1,58%).